# Shannon (rijeka)
Shannon (engleski: River Shannon; irski: Abha na Sionainne/an tSionainn/an tSionna) - najduža rijeka u Irskoj, duga 386 km.
Ona dijeli otok na zapadnu Irsku (uglavnom provinciju Connacht) od istočne i južne Irske (Leinster i najveći dio Munstera, pri čemu je iznimka grofovija Clare). Rijeka predstavlja najveću prepreku između istoka i zapada, s manje od 20 mjesta za prijelaz između grada Limericka na jugu i sela Dowra na sjeveru. 
Shannon je bila važan plovni put još od vremena antike, kada ju je na svoju kartu stavio grčko - egipatski geograf Klaudije Ptolemej. Rijeka teče uglavnom na jug od Shannon Pota u grofoviji Cavan prije nego što skrene na zapad i ulije se u Atlantik kroz 113 km dug estuarij. Na samom ušću se nalazi grad Limerick.